# Drobeta-Turnu Severin
Drobeta-Turnu Severin è un municipio della Romania di 79 865 abitanti, capoluogo del distretto di Mehedinți, nella regione storica dell'Oltenia.
Fanno parte dell'area amministrativa anche le località di Dudașu Schelei, Gura Văii e Schela Cladovei.
La città è ubicata sulla riva sinistra del Danubio, lungo la strada europea E70 e dista 353 km da Bucarest, 210 km da Timișoara e 113 km da Craiova.

## Storia
La città era chiamata originariamente Drobetae dai Romani, a partire dalle campagne daciche di Domiziano dell'86-89 o forse prima. Con la conquista della Dacia avvenuta sotto Traiano nel 101-106, qui venne insediata un'unità ausiliaria dell'esercito romano (la Cohors I Antiochensium). Il castrum era in origine di circa 137x122 metri. Fu prima municipio (sotto Adriano) e poi colonia romana.
Oltre ai resti del castrum romano, sono tuttora visibili nei pressi della città pochi ruderi del Ponte di Traiano, costruito nel 103 dall'architetto Apollodoro di Damasco, nel corso delle guerre daciche. Il Danubio in quel punto è largo circa 1200 m ed il ponte, il più lungo dell'Impero romano, era formato da 20 arcate appoggiate su pilastri di pietra; soltanto due di questi pilastri sono tuttora visibili nella parte meno profonda del fiume.

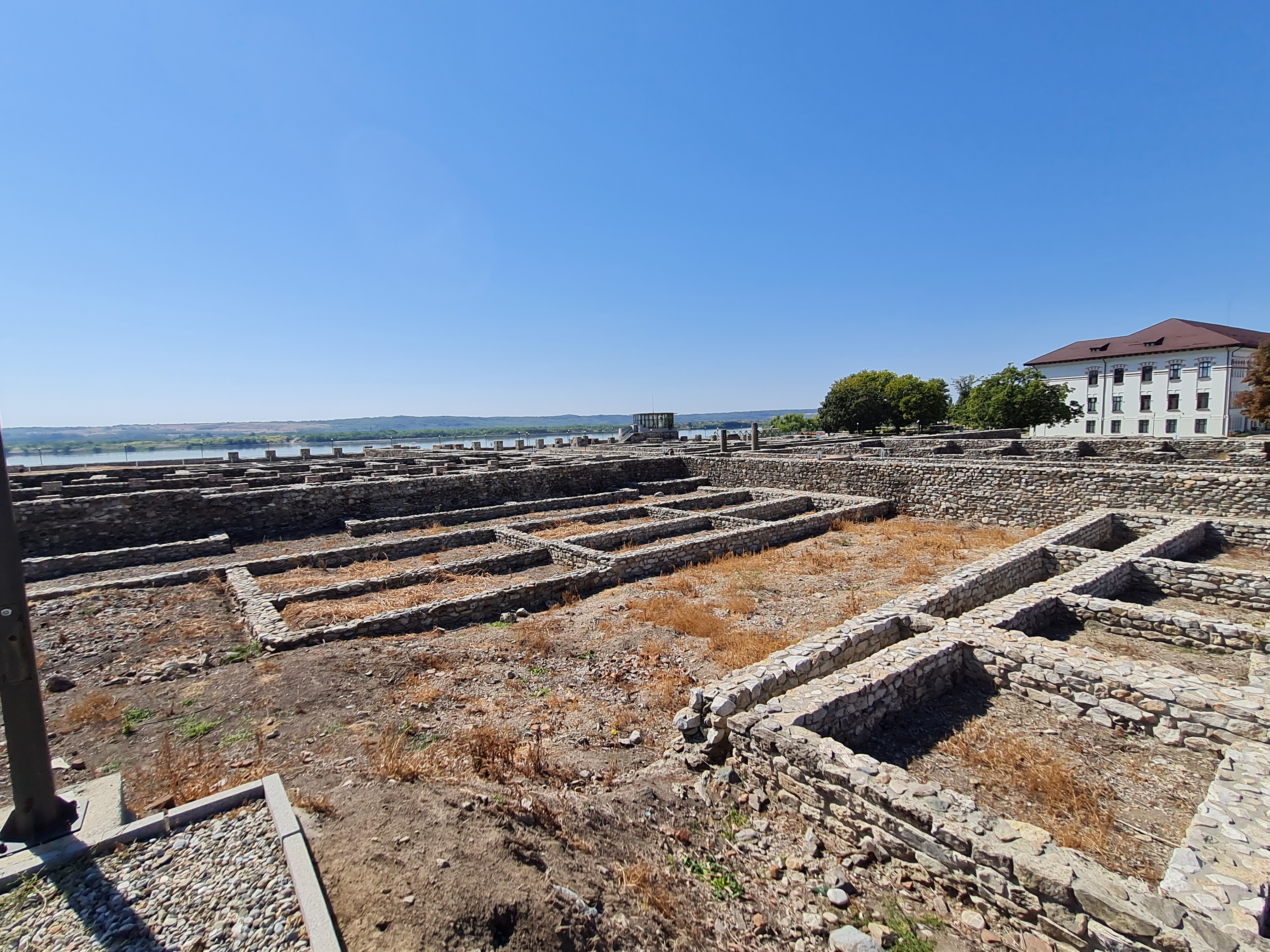
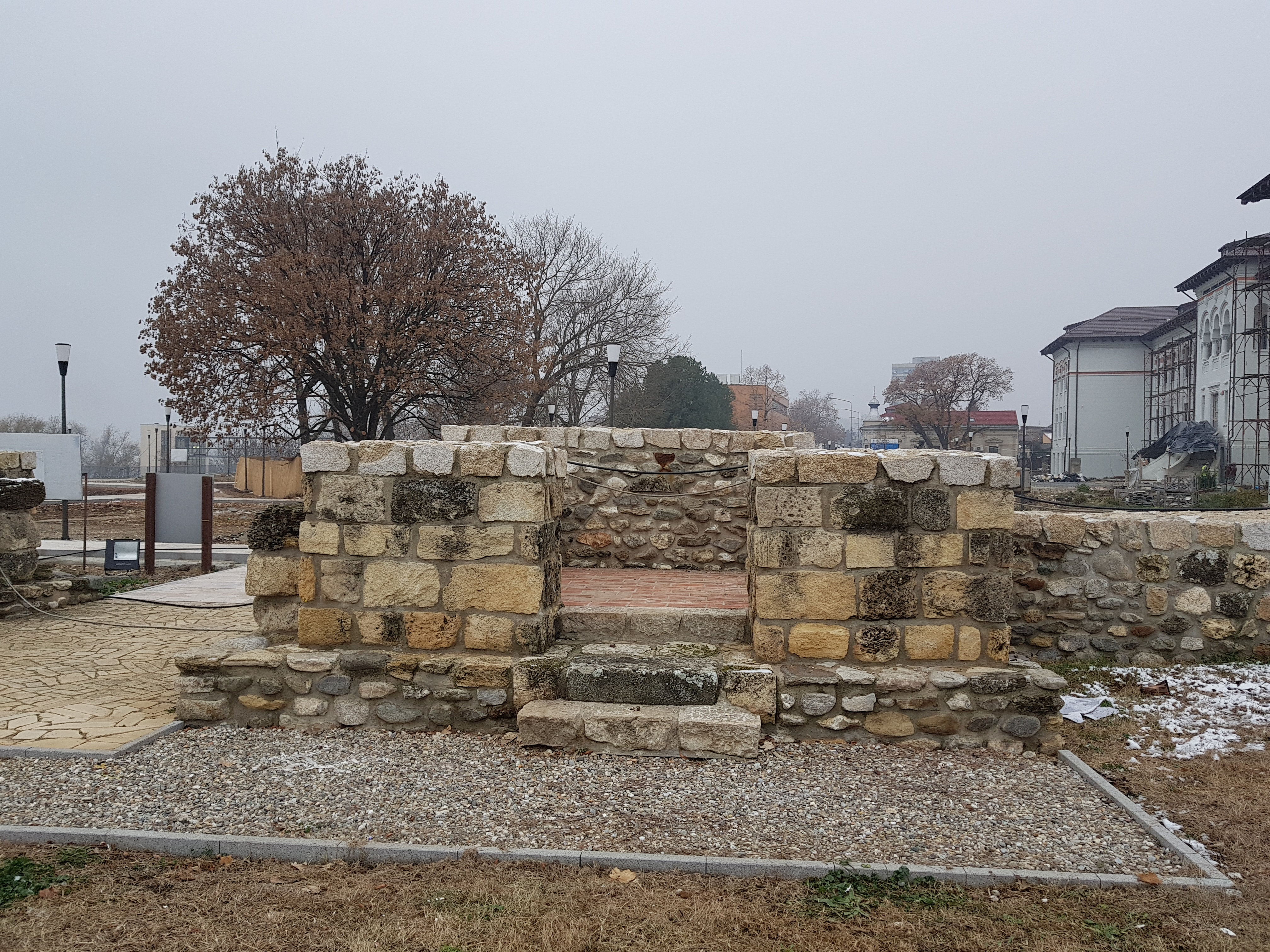
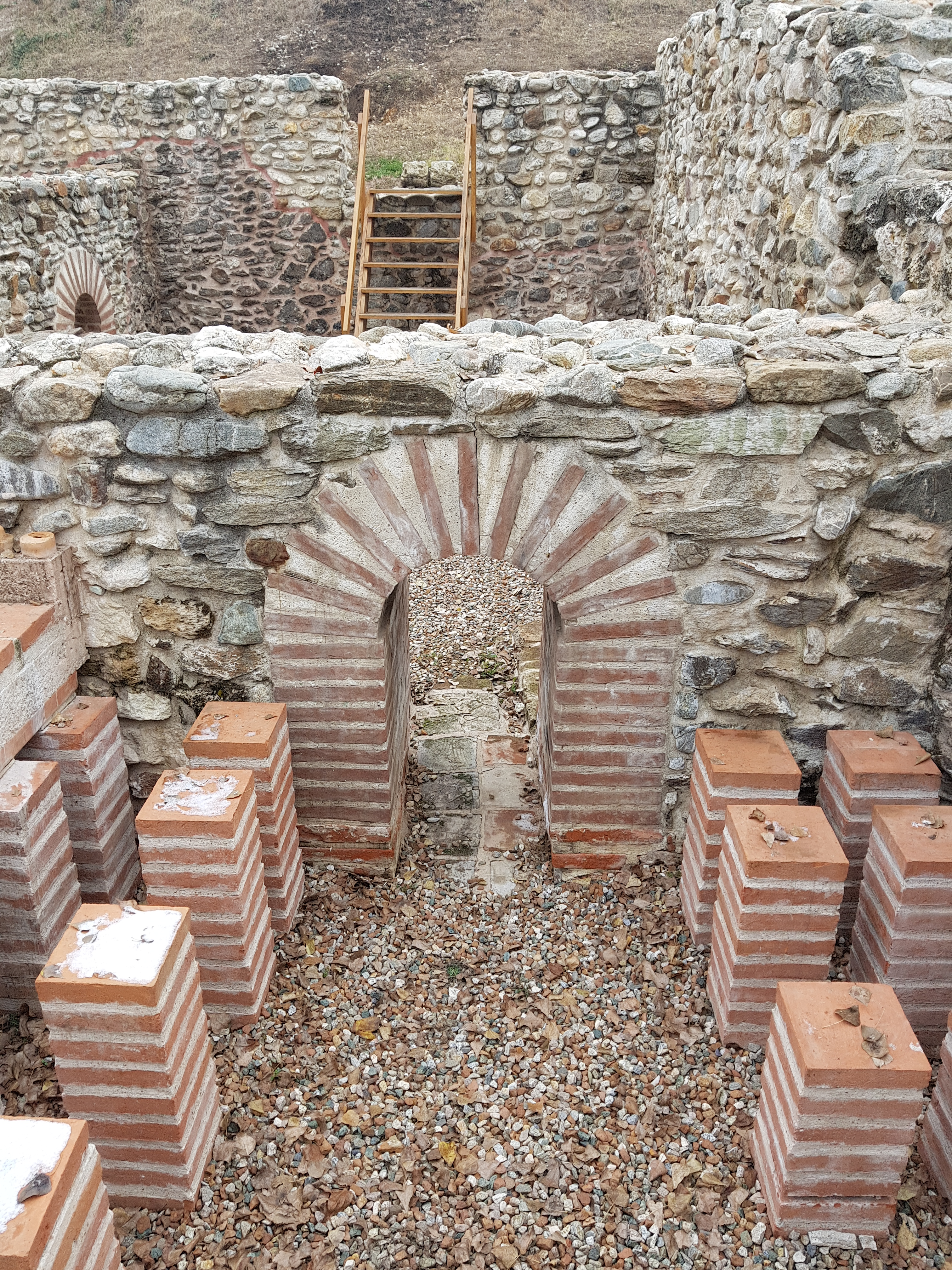
Terme
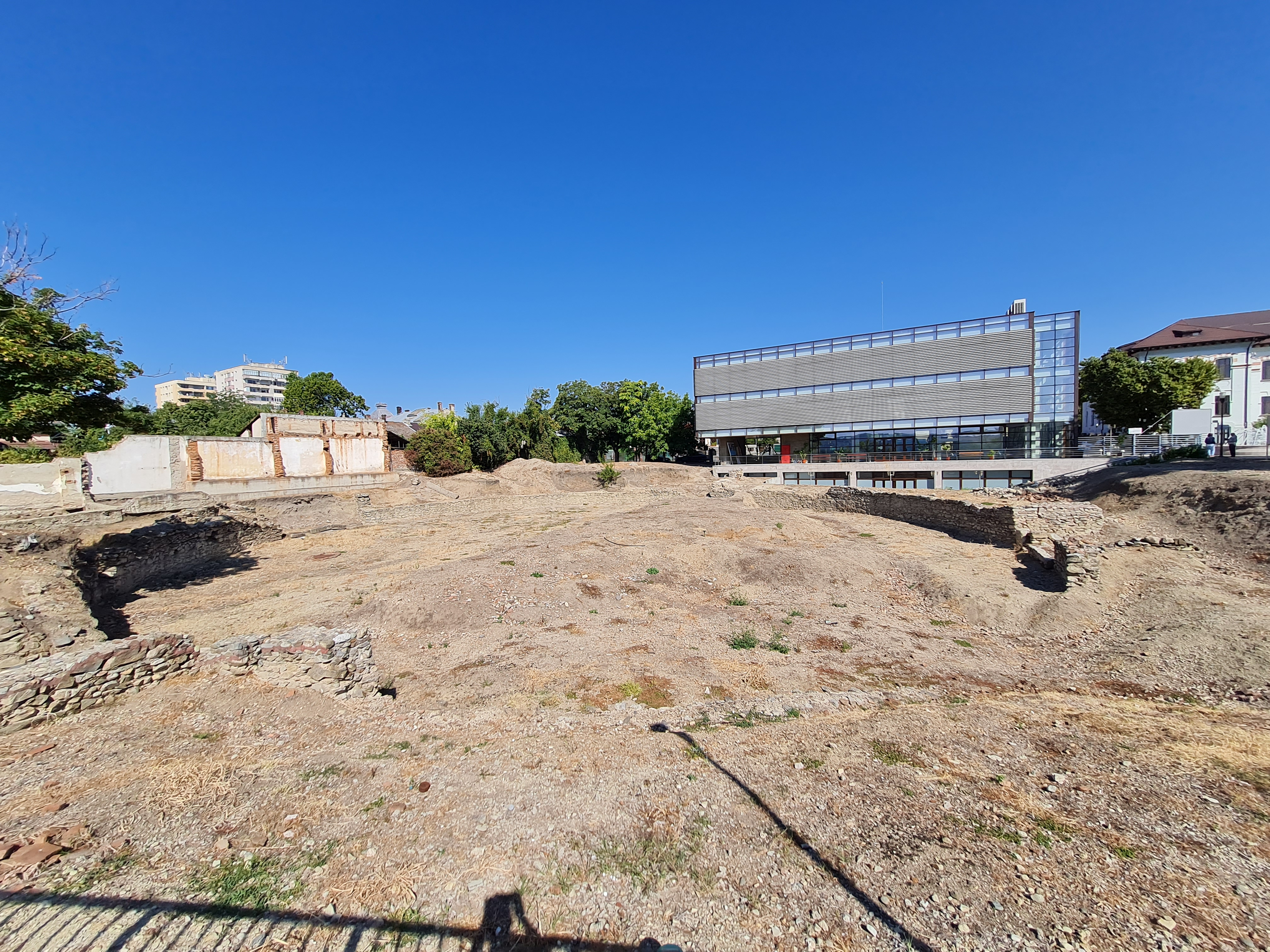
Anfiteatro romano

Dopo la fine della dominazione romana della Dacia, la città rimase comunque sotto il controllo dell'Impero (IV-VI secolo), essendo una testa di ponte sulla riva settentrionale del Danubio. Distrutta dagli Unni, la città venne ricostruita da Giustiniano I.
Nel Medioevo la città assunse il nome di "Severino" e nel XIII secolo divenne il principale centro politico della zona. La città venne posseduta prima dal Regno d'Ungheria, che vi stabilì una sede vescovile cattolica romana, e dal 1330 circa dai voivodi di Valacchia. Venne infine assediata e conquistata dagli Ottomani nel 1524.
Il nome Turnu-Severin (italiano "Torre Severino") è associato ad una torre residuo della cittadella medievale. Sull'origine del nome Severin, invece, sono state avanzate tre possibili teorie: potrebbe derivare dal nome dell'imperatore Settimio Severo, potrebbe derivare dallo slavo severnai - (северен o северный) cioè "settentrionale" (quindi "la città del nord"), oppure potrebbe derivare dal nome di San Severino di Noricum, il santo protettore della chiesa latina della cittadella costruita dai monaci cattolici missionari presenti nella contea di Mehedinți.
Quando il Danubio venne sottratto al controllo Ottomano con il Trattato di Adrianopoli (1829), nel 1836 venne presa la decisione di costruire la città attuale, seguendo un rigoroso progetto urbanistico, e di realizzare il porto fluviale nel 1858.
Soltanto nel 1972 la città ha assunto la denominazione attuale.

## Lista dei vescovi latini di Severino
1. Gregorius (1382) OP;
2. Lucas Ioannis OFM (1390–1394);
3. Franciscus OFM (1394–1398);
4. Nicolaus Demetrios (1399);
5. Iacobus de Cavallis (1412) ;
6. Lucas (1431);
7. Dionysius (?);
8. Dominicus (1437);
9. Benedictus (1439);
10. Stephanus OSB (1447);
11. Stephanus (1499);
12. Gregorius Thakaro (1500–1502).

## Lista dei governatori (Bani) della cittadella di Severin
- 1233 Luca
- 1243 Ștefan
- 1247-1254 Ioan
- 1255 Pósa Csák
- 1257-1261 Ștefan
- 1262 Ștefan
- 1263-1267 Laurențiu
- 1268 Ugrino III Csák
- 1268 Alexandru
- 1269 Laurențiu
- 1270 Ponit
- 1270-1271 Laurențiu
- 1271-1272 Paul
- 1272 Laurențiu
- 1272 Albert
- 1273 Paul
- 1273 Laurențiu
- 1274 Paul
- 1274-1275 Ugrino III Csák
- 1275 Micu
- 1275 Paul
- 1275 Reinauld
- 1276-1279 Micu
- 1277-1278 Paul
- 1279 Laurențiu
- 1280-1283 Timotei
- 1284-1286 Mako
- 1287-1289 Rafael
- 1290-1293 Laurențiu
- 1294-1296 Solymosi Posa
- 1297-1299 Ladislau Rátholti
- 1299-1308 Andrei Tárnok
- 1309-1314 vacante
- 1314-1318 Dominic Cernea
- 1319-1323 Ladislau Rátholti
- 1323-1329 Daniel Szécsi
- 1324 Paul
- 1330-1335 vacante
- 1341 Szécsi Denis
- 1342-1349 Losonci
- 1350-1355 Nicolae Szécsi
- 1355-1359 Lațcu Denis
- 1359-1387 vacante
- 1387 Ladislau
- 1387-1388 Ștefan
- 1388-1390 Ioan Kaplan
- 1390-1391 Nicolae Perényi
- 1392 Gerebenci Szemere
- 1392-1393 Ditrău Bebek
- 1393-1408 vacante
- 1408-1409 Pipo de Ozora
- 1409 vacante
- 1419 Sigismund Losonci
- 1428 Emeric Marcali
- 1429-1430 vacante
- 1430-1435 Nicolae Redwitz
- 1435 Ladislau Jakubek
- 1436-1439 Tallóci Francisc
- 1439-1445 Iancu de Hunedoara
- 1445-1446 Blaziu
- 1447-1452 Miklós
- 1452-1454 Petru
- 1455-57 vacante
- 1458 Vlad și Grigore Bethlen
- 1459-1460 vacante
- 1460 Ladislau Doczi
- 1462-1463 Nicolae
- 1464-1466 vacante
- 1466 Ioan Pongracz
- 1467 vacante
- 1467 Ștefan și Mihai de Mâtnic
- 1468-1471 vacante
- 1471-1478 Emeric Hédervári
- 1478 Ioan Dominic Bethlen
- 1479 Ambrozie și George Szenthelsebethi
- 1479 Bartolomeu Pathócsy
- 1480-1483 Francisc Haraszti
- 1483-1489 Francisc Haraszti și Andrei Szokoly
- 1490 Emeric Ozora
- 1491 Pipo și Andei Dánfy
- 1491-1492 Francisc Haraszti
- 1492-1494 George și Filip Balassa de Ciula
- 1495-1502 Petru Măcicaș
- 1503 Barnaba Bela
- 1503 Ioan Gărliște
- 1504-1508 Ioan și Bela Gârliște;
- 1508-1513 Mihai și Barnaba
- 1514 Ioan
- 1515-1516 Nicolae
- 1517-1518 vacante
- 1519 Bela Barnabas
- 1520-1521 Nicolae Gârliște
- 1522-1524 Ioan Kallay

## Economia
L'economia della città ha ovviamente gravitato soprattutto sul Danubio, ancor più grazie alla costruzione del porto nella seconda metà del XIX secolo, assieme alla quale venne avviato un grande cantiere navale che per quasi un secolo e mezzo ha rappresentato la principale attività industriale della città. Dopo la rivoluzione del 1989 l'attività cantieristica ha subito una pesante crisi, ma dopo il 2000 ha iniziato ad evidenziare i segnali di una certa ripresa.
La presenza industriale è costituita anche da altri tipi di aziende: nel settore metallurgico, con una grande fonderia, oggi controllata da investitori americani, nel settore dei trasporti, con una storica azienda di materiale ferroviario, dal 1882 officina della CFR, gestore del servizio ferroviario romeno, che ancora oggi occupa circa 1 450 dipendenti, ed in altri settori, come la lavorazione dei prodotti alimentari, la fabbricazione di mobili e la produzione di bevande alcooliche e di birra, quest'ultima con il noto marchio Traian. È inoltre presente un impianto per la produzione di acqua pesante, per il rifornimento della centrale elettronucleare di Cernavoda.
Un'importante realizzazione sul piano energetico è la centrale idroelettrica sul Danubio, presso la gola delle Porte di ferro, frutto di un accordo del 1956 tra la Romania e l'allora Jugoslavia; costruita a partire dal 1964 ed inaugurata il 16 maggio 1972, la centrale ha una potenza installata di 2100 MW e la sua produzione viene equamente divisa tra i due Paesi.

## Istruzione e cultura

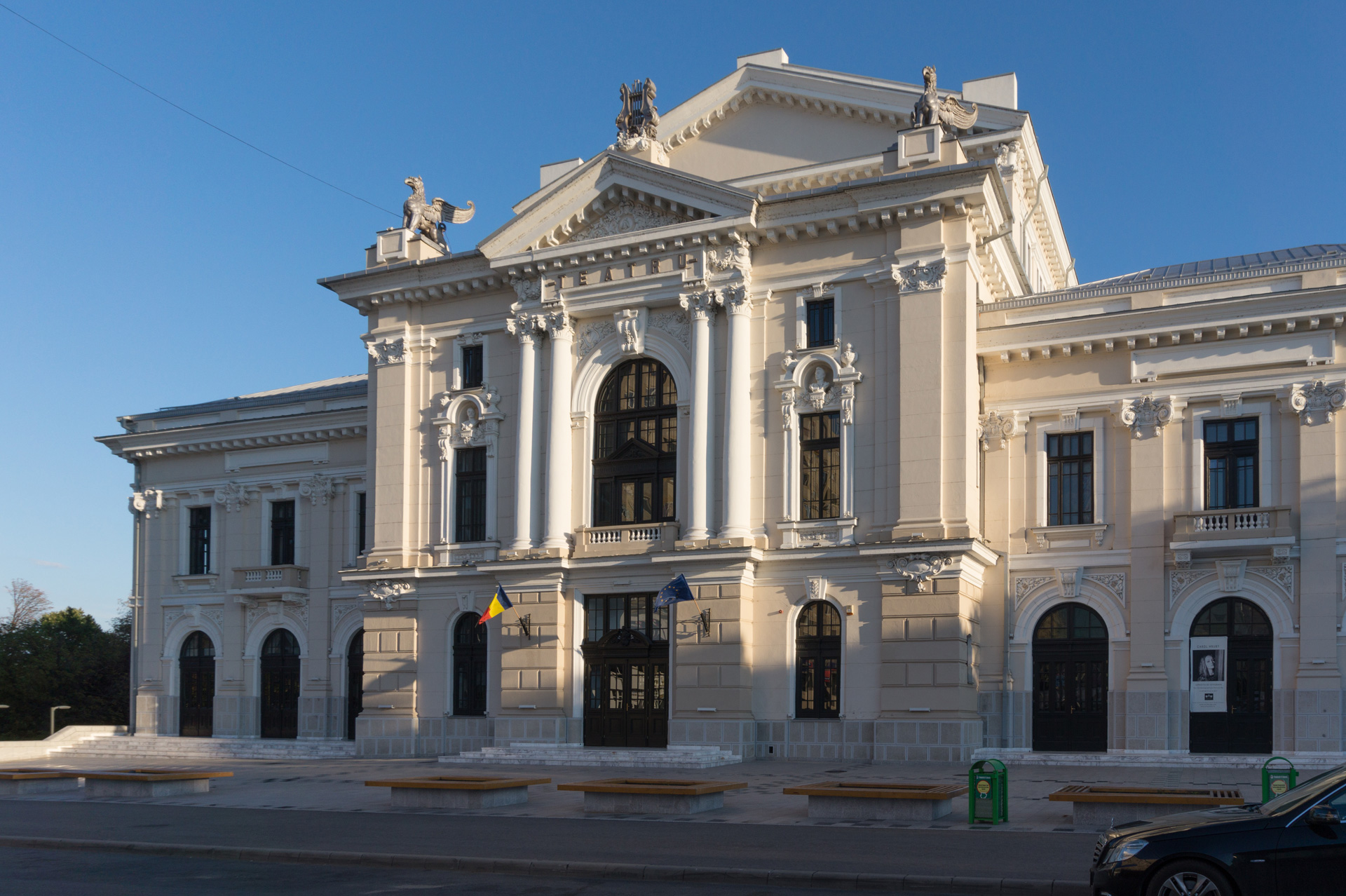
Il Palazzo della Cultura.

La prima scuola pubblica di Drobeta-Turnu Severin venne inaugurata nel 1851 ed oggi la città dispone di strutture educative abbastanza differenziate, con 9 scuole superiori ed una istituzione universitaria dedicata alle discipline tecniche, inquadrata come una sezione staccata dell'Università di Craiova.
Dal punto di vista della cultura, le istituzioni più importanti sono:
- Il Palazzo della Cultura: si tratta di un complesso dotato di biblioteche, sale teatrali e cinematografiche, che venne costruito a partire dalla primavera del 1913 e che però venne aperto, a causa anche della prima guerra mondiale, soltanto il 15 ottobre 1924
- Il Museo storico della regione delle Porte di ferro: inaugurato nel 1912, rinnovato nel 1972 e definitivamente restaurato nel 1996, il museo accoglie una collezione di reperti riguardanti la storia della zona, oltre ad ospitare sezioni dedicate all'etnografia, alle arti, un'esposizione dedicata alle scienze naturali ed un acquario.

## Amministrazione

### Gemellaggi
- Orly

## Sport

### Calcio
La squadra principale della città è il Clubul Sportiv Gaz Metan Severin.